# 摩尔人城堡 (辛特拉)
摩尔人城堡（葡萄牙語：Castelo dos Mouros）是葡萄牙里斯本大区的一座中世纪城堡，位于辛特拉市圣玛利亚圣弥额尔堂区（Santa Maria e São Miguel），辛特拉山山顶上，可俯瞰全镇。
该城堡兴建于8-9世纪，阿拉伯人占领伊比利亚半岛期间
，1147年葡萄牙军队攻占里斯本之后，该城堡向基督徒军队投降。
摩尔人城堡屬於世界遗产辛特拉文化景觀的一部份。